# Красный Луч (Гомельская область)
Красный Луч (бел. Чырвоны Прамень; до 2013 года — Чирвоный Прамень) — посёлок в Головчицком сельсовете Наровлянского района Гомельской области Беларуси.

## География

### Расположение
В 18 км на юго-запад от Наровли, 18 км от железнодорожной станции Ельск (на линии Калинковичи — Овруч), 196 км от Гомеля.

## Транспортная сеть
Рядом автодороги Головчицы — Будки и Лубень — Головчицкая Буда. Деревянные крестьянские усадьбы стоящие рядом с автодорогой.

## История
Основан в 1920-х годах переселенцами из соседних деревень на бывших помещичьих землях. В 1931 году жители вступили в колхоз. В составе колхоза «Головчицы» (центр — деревня Головчицы).
В составе колхоза имени XXII съезда КПСС.

## Население

### Численность
- 2004 год — 3 хозяйства, 5 жителей.

### Динамика
- 2004 год — 3 хозяйства, 5 жителей.